# José Miguel Ahumada
José Miguel Ahumada Franco (Santiago, 27 de noviembre de 1984) es un politólogo y político chileno. Entre marzo de 2022 y marzo de 2023 se desempeñó como subsecretario de Relaciones Económicas Internacionales de su país, bajo el gobierno del presidente Gabriel Boric.
Es especialista en economía política del desarrollo, desarrollo en América Latina, teorías del desarrollo, historia del pensamiento económico y en relaciones internacionales, especialmente en economía internacional.

## Biografía
Nació en Santiago de Chile el 27 de noviembre de 1984, hijo de Jaime Sergio Ahumada Pacheco (director del Magíster en Gerencia Pública de la Universidad Academia de Humanismo Cristiano), y Eliana Franco de la Jara, geógrafa. Asimismo, es sobrino de los políticos y exsenadores Hermes Ahumada y Gerardo Ahumada Pacheco.[cita requerida]
En 2003 ingresó a estudiar la carrera ciencia política en la Universidad Diego Portales, egresando en 2007. Posteriormente realizó un máster en economía internacional y desarrollo en la Universidad Complutense de Madrid, España. Asimismo, cursó un magíster en estudios de desarrollo en la London School of Economics y finalmente, entre los años 2012 y 2016, un doctorado en estudios de desarrollo en la Universidad de Cambridge, Reino Unido.

### Trayectoria profesional
Ha realizado docencia en el área de relaciones internacionales, entre los años 2014-2015 en el Instituto Ortega y Gasset y en la Universidad Diego Portales en la clase de «Relaciones Económicas Internacionales». También ha realizado docencia entre 2018 y 2019 en la Universidad Alberto Hurtado, en el entonces Departamento de Ciencia Política y Relaciones Internacionales (actual Departamento de Política y Gobierno) en las cátedras de «Introducción a las Relaciones Internacionales» y «Relaciones Económicas Internacionales». Posteriormente ha sido profesor part-time y asistente desde 2018 en la Universidad de Chile, en la cátedra de "Historia del Pensamiento Económico" para el doctorado de Economía, en la Facultad de Economía y Negocios y también en el Instituto de Estudios Internacionales de dicha universidad.

## Trayectoria política

### Subsecretario
Políticamente independiente, en febrero de 2022 fue designado por el entonces presidente electo Gabriel Boric, como titular de la Subsecretaría de Relaciones Económicas Internaciones, función que asumió el 11 de marzo de dicho año, con el inicio formal de la administración. Con ocasión del segundo cambio de gabinete de dicho mandatario, el 10 de marzo de 2023, dejó el puesto gubernamental, siendo reemplazado por la economista Claudia Sanhueza.

## Publicaciones
Ha realizado publicaciones en capítulos de libros y ha escrito libros propios enfocados en el área de Relaciones Internacionales y la Economía internacional:

### Capítulos de libros
- Ahumada, J.M. ‘El TLC entre Chile y Estados Unidos: de la euforia a la frustración’. En Martner, Gonzalo; Rivera, E. (ed.) Radiografía Crítica del Modelo Chileno, Lom, Chile (2013).
- Ahumada, J.M.; Di Filippo. A. ‘Economía Política Global I’, in Bello, Daniel (ed.), Manual de Relaciones Internacionales. Universidad Alberto Hurtado, Chile (2013).
- Ahumada, J.M.; Di Filippo. A. ‘Economía Política Global II’, en Bello, Daniel (ed.), Manual de Relaciones Internacionales. Universidad Alberto Hurtado, Chile (2013).
- Ahumada, J.M. ‘Chile en la trampa de los ingresos medios’. En Moreno, M.; Martínez Cerna, L. (ed.) El Desafío del Desarrollo: políticas públicas y sustentabilidad, Facultad de Ciencia Política y Administración Pública, Universidad Central, Chile (2016)
- Ahumada, J.M.; Sossdorf, F. ‘Equidad y transformación productiva en Chile: una interpretación estructuralista’. En VV.AA Ensayos para un Modelo de Desarrollo Sustentable: un cambio estructural. ICAL- Rosa Luxemburg Foundation, Chile-Alemania (2017).
- Ahumada ,J.M.; García-Quero, F. ‘Desarrollo Económico: una interpretación heterodoxa’. En Asenjo, A.; Molero, R. (ed.), Manual de Economía Heterodoxa, AECID-EsF, España (2017).
- Ahumada, J. M.; Solimano, A. ‘La economía política de la dictadura militar chilena: nuevas aproximaciones’. En Bohovlavsky, J.P. Un país desigual a la fuerza: complicidad económica con la dictadura chilena. Lom, Chile (2019).
- Ahumada, J.M. ‘US hegemony and Chile’s trade policies: from the FTA to the TPP’. En Grocott, Chris; Grady, Jo (ed.) The Continuing Imperialism of Free Trade: Developments, Trends and the Role of Supranational Agents. Routledge, Inglaterra (2019).
- Ahumada, J.M.; Figueroa, M. ‘América Latina ante la emergencia de China: ¿retorno al siglo XIX?’. En Gotz, S. (ed.) América Latina y Asia Pacífico. Editorial Universidad Alberto Hurtado (2020).
- Ahumada, J.M; Torres, M. ‘Chile, globalization and imperialism’. En Ness, Immanuel; Cope, Zak (ed.) The Palgrave Encyclopedia of Imperialism and Anti-Imperialism, 2nd edition. Palgrave Macmillan, Nueva York (2020).
- Ahumada, J.M. ‘Pinto Santa Cruz, Aníbal (1919-1996)’. En Vernengo, M.; Pérez Caldentey, E.; Barkley, J. (editores), The New Palgrave Dictionary of Economics, Palgrave, Nueva York (2020).
- Ahumada, J.M. ‘Estado y transformación productiva en Finlandia’. En Ahumada, J.M.; Wirth, E.; Sossdorf, F. La lección nórdica: trayectorias de desarrollo en Noruega, Suecia y Finlandia. Fondo de Cultura Económica, Chile (2021).

### Libros
- Mayol, A.; Ahumada, J.M. Economía política del fracaso, el Desconcierto, Santiago, Chile (2015).
- Ahumada, J.M. The political economy of peripheral growth: Chile in the global economy. Palgrave Macmillan, Nueva York (2019).
- Ahumada, J.M.; Wirth, E.; Sossdorf, F. La lección nórdica: trayectorias de desarrollo en Noruega, Suecia y Finlandia. Fondo de Cultura Económica, Chile (2021).
- Ahumada, J.M. Chile en la economía mundial: economía política del estancamiento. Fondo de Cultura Económica, Chile (2022).